# Canton du Mans-Ouest
Le canton du Mans-Ouest est une ancienne division administrative française située dans le département de la Sarthe et la région Pays de la Loire.

## Géographie
La canton était situé de part et d'autre d'un axe central, avenue de la Libération et avenue Olivier-Heuzé. Sur cet axe, le port du Mans constitue un point central.
La rue Paul-Courboulay accueille le plus haut bâtiment HLM de la Sarthe. Le canton contient des sites remarquables comme l'île aux Planches et des sites culturels tels que la médiathèque.

## Histoire
Canton créé en 1982 (décret du 2 février 1982).
Roland Becdelièvre a été nommé conseiller général honoraire du canton par arrêté préfectoral du 7 janvier 2003.

## Administration
| Période | Période | Identité           | Étiquette | Qualité                                                               |
| ------- | ------- | ------------------ | --------- | --------------------------------------------------------------------- |
| 1982    | 2001    | Roland Becdelièvre | PS        | Ajusteur-électricien à la SNCF, syndicaliste                          |
| 2001    | 2015    | Nelly Heuzé        | PS        | Conseillère municipale du Mans, élue en 2015 dans le canton du Mans-1 |

Le canton participe à l'élection du député de la quatrième circonscription de la Sarthe.

## Composition
Le canton du Mans-Ouest était constitué d'une partie de la commune du Mans et comptait 15 740 habitants (population municipale 2012).
| Communes                                                                                  | Population (2012) | Code postal | Code Insee |
| ----------------------------------------------------------------------------------------- | ----------------- | ----------- | ---------- |
| Le Mans                                                                                   | 15 740 (1)        | 72000       | 72181      |
| (1) La fraction de commune située sur ce canton (population municipale totale : 143 813). |                   |             |            |

La commune de Saint-Georges-du-Plain, absorbée en 1855 par Le Mans, était la seule commune supprimée, depuis la création des communes sous la Révolution, incluse dans le territoire du canton du Mans-Ouest,.

## Démographie
| 1968 | 1975 | 1982 | 1990   | 1999   | 2006   | 2011   | 2012   |
| ---- | ---- | ---- | ------ | ------ | ------ | ------ | ------ |
| -    | -    | -    | 15 436 | 16 445 | 15 986 | 15 944 | 15 740 |